# Pro připomenutí velké povodně v červnu roku 1997
Pro připomenutí velké povodně v červnu roku 1997, polsky Dla upamiętnienia wielkiej powodzi w lipcu 1997 roku, je památník /pomník a kříž vztyčený ve čtvrti Otmęt města Krapkowice v okrese Krapkowice v jižním Polsku. Geograficky se také nachází na pravém břehu veletoku Odra v geomorfologickém celku Ratibořská kotlina v Opolském vojvodství v Horním Slezsku.

## Historie a popis
Netradiční ocelový pomník připomínající kříž je tvořen vysokým sloupem šikmo překříženým admirálskou kotvou s řetězem. Dílo vzniklo jako připomínka velké a tragické povodně tisíciletí (povodeň na Odře 1997). Na místo bylo instalováno a posvěceno u příležitosti 10. výročí povodně. Na sloupu jsou také umístěny výškové značky s popisem, které znázorňují na tomto místě výšky hladin Odry při několika minulých povodních.

### Citát na sloupu
Na snad bludných kamenech[zdroj?] u paty památníku je umístěna deska s nápisem:
| „ | Niech przyroda będzie naszym nauczycielem. Dla upamiętnienia wielkiej powodzi w lipcu 1997 roku - Mieszkańcy Miasta i Gminy Krapkowice. Lipiec 2007 | Nechť příroda je naším učitelem. Na připomínku velké povodně v červenci 1997 - Obyvatelé města a gminy Krapkowice. Červenec 2007. | “ |

## Další informace
Místo je celoročně volně přístupné.

## Galerie

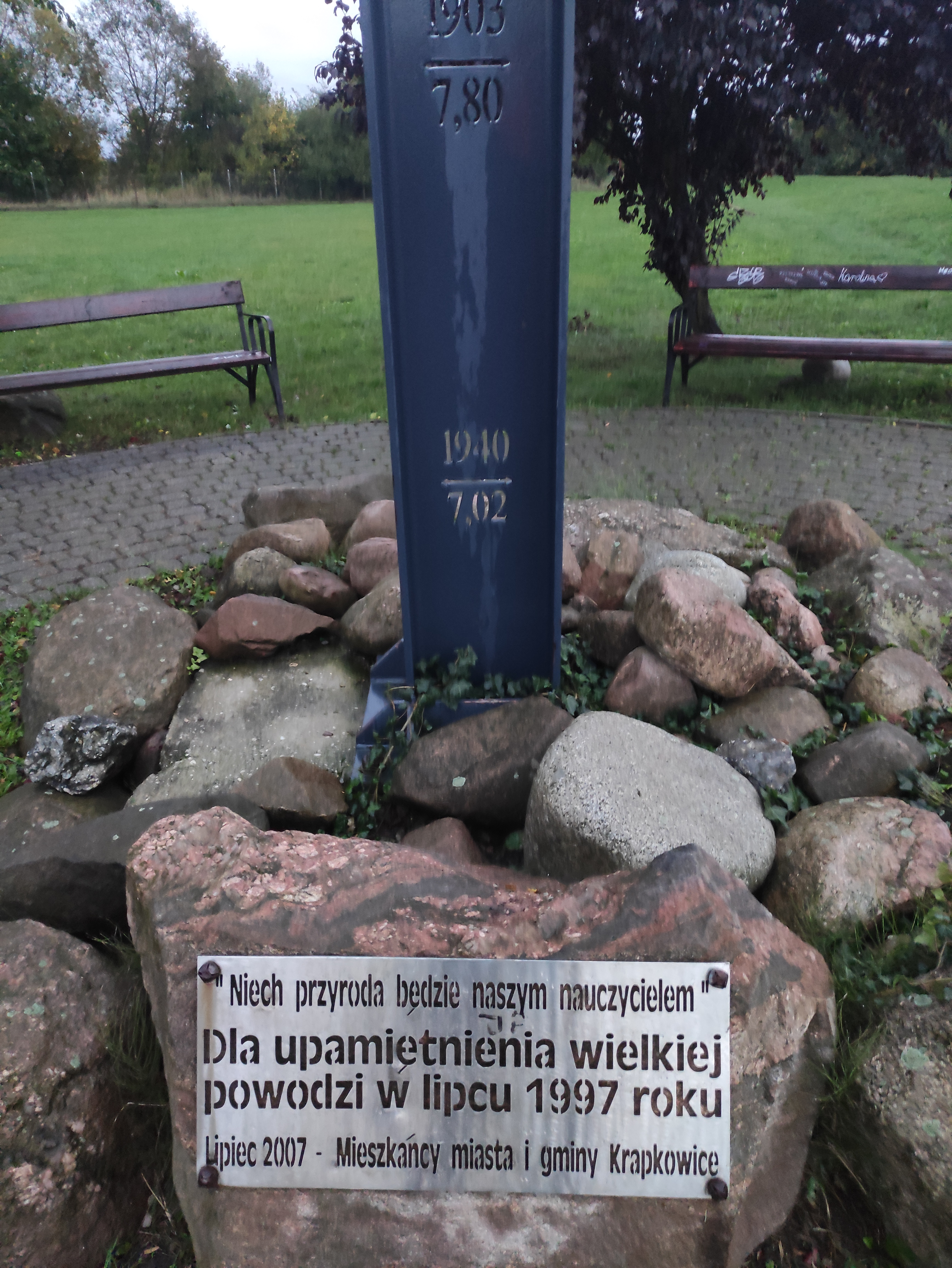
Pamětní deska před dílem